# 212
El año 212 (CCXII) fue un año bisiesto comenzado en miércoles del calendario juliano, en vigor en aquella fecha.
En el Imperio romano el año fue nombrado como el del consulado de Ásper y Camilo o, menos comúnmente, como el 965 Ab urbe condita, siendo su denominación como 212 posterior, de la Edad Media, al establecerse el Anno Domini.

## Acontecimientos
- Caracalla nombra cónsules a Cayo Julio Ásper y Cayo Julio Camilo Ásper, padre e hijo.
- El Edicto de Antonino, promulgado por el emperador Caracalla en 212 extiende la ciudadanía romana a todos los hombres libres del Imperio y a cualquier bárbaro/extranjero, pasando a ser romanos pueblos enteros (francos, sajones, lombardos, vándalos, alamanes, hunos...). Esto extiende el Derecho romano a todos los territorios conquistados, siendo uno de los acontecimientos más importantes para la formación de la cultura Occidental.
- Creación de la colonia de Sántaro o Santaro, en lo que siglos después será Constantinopla.
- Creación de las Termas de Caracalla (Roma). La construcción durará hasta el año 217.